# نوبوهيكو أوكاموتو
نوبوهيكو أوكاموتو (岡本信彦 أوكاموتو نوبوهيكو) هو مؤدي أصوات ياباني ولد في 24 أكتوبر 1986 في طوكيو.

## أدواره في الأنمي

### مسلسلات أنمي تلفزيونية
- بيرسونا ترينيتي سول - شين كانزاتو
- غوست هنت - جون براون
- sola - يوريتو موريميا
- أسو نو يويتشي - يويتشي كاراسوما
- ناباري نو أو - غاو ميغورو
- إندكس معينة خاصة بالسحر - أكسيليريتر
- إندكس معينة خاصة بالسحر II - أكسيليريتر
- إندكس معينة خاصة بالسحر III - أكسيليريتر
- رايلغان معينة خاصة بالعلم S - أكسيليريتر
- أكسيليريتر معين خاص بالعلم - أكسيليريتر
- غوين ساغا - أورو
- ريغيوس المدرعة - لايفون آلسيف
- أكيكان! - غورو أماجي
- سلايرز إيفولوشن-آر - إيبل
- شوغو كارا! - موساشي
- شوغو كارا!! دوكي - موساشي
- حداد السيف المقدس - لوك آينزورث
- سيكيري - هاروكا شيغي
- ميد ساما! - تاكومي أوسوي
- دورارارا!! - ريو تاكيغوتشي
- بليتش - نارونوسكي
- اختطاف الذئب - إيسّي تسوموهانا
- شيكي - تورو موتو
- نايت رايد 1931 - إيتشينوسي
- باكومان - إيجي نيزوما
- هايسكول اوف ذا ديد - تاكوزو
- أسطورة ألأبطال الأسطوريين - لير رينكال
- تورادورا! - كوتا توميي
- أوكامي-سان ورفاقها السبعة - هانسل
- حفيد نوراريهيون - إينوغامي
- الغبي والاختبار والوحش المستدعى - غينجي هيراغا
- الغبي والاختبار والوحش المستدعى اثنان! - غينجي هيراغا
- صاحب التعاويذ الأزرق - رين أوكومورا
- صاحب التعاويذ الأزرق: ملك كيوتو الملوث - رين أوكومورا
- ميري آكلة الأحلام - يوميجي فوجيوارا
- فريزينغ - آرثر كريمبتون
- تايغر آند باني - إيفان كاريلين/أوريغامي سايكلون
- ماريا هوليك ألايف - ريندو شينوجي
- سيكريد سفن - نايتو كيجيما
- بن تو - تومواكي ياماهارا
- غيلتي كراون - كينجي كيدو
- أسطورة أراتا - أراتا هينوهارا
- ديفل سرفايفر 2 ذي أنيميشن - دايتشي شيجيما
- هنا وهناك - إيو أوتوناشي
- سيكاي-ايتشي هاتسوكوي - شوتا كيسا
- كارنفال - أزانا
- لوغ هورايزون - كاراسين
- كود:بريكر - ري أوغامي
- كيل لا كيل - شينجيرو ناغيتا
- حرب السحر - غيكّو ناناسي
- جماليات البطل المرتد - أكاتسوكي أوساوا
- أص الديناري - ريوسكي كوميناتو، تاكاهيرو هيراكاوا
- الخادم الأسود Book of Circus - داغر
- نوزاكي-كن من مجلة الفتيات الشهرية - ميكوتو ميكوشيبا
- الخيانة تعرف إسمي - كاتسومي توما
- هايكيو!! - يو نيشينويا
- هايكيو!! الموسم الثاني - يو نيشينويا
- هايكيو!! ثانوية كاراسونو في مواجهة أكاديمية شيراتوريزاوا - يو نيشينويا
- هايكيو!! TO THE TOP - يو نيشينويا
- هاماتورا - ثيو
- رد:_هاماتورا - ثيو
- فصل الاغتيال - كارما أكاباني
- فصل الاغتيال SECOND SEASON - كارما أكاباني
- وورلد تريغر - جون أراشياما
- يونا فتاة الفجر - شين-آ، هين-دي
- معارك القوى الغريبة في حياتنا اليومية - جوراي أندو
- سيراف النهاية - يويتشي ساوتومي
- سيراف النهاية: معركة ناغويا - يويتشي ساوتومي
- فافنر في السماء الزرقاء EXODUS - جوناثان ميتسوهيرو بارتلاند
- بياض الثلج ذات الشعر الأحمر - أوبي
- هل من الخطأ التعرف على الفتيات في الدانجون؟ - بيت لوغا
- هل من الخطأ التعرف على الفتيات في الدانجون؟ II - بيت لوغا
- هل من الخطأ التعرف على الفتيات في الدانجون؟ III - بيت لوغا
- سورد أوراتوريا - بيت لوغا
- شوكوغكي نو سوما - ريو كوروكيبا
- شوكوغكي نو سوما: الطبق الثاني - ريو كوروكيبا
- شوكوغكي نو سوما: الطبق الثالث - ريو كوروكيبا
- شوكوغكي نو سوما: الطبق الثالث: قطار توتسوكي - ريو كوروكيبا
- أبولو على المنحدر - سيجي ماتسوؤكا
- أكاديميتي للأبطال - كاتسوكي باكوغو
- برينس أوف سترايد ألترنيتيف - تاكيرو فوجيوارا
- فتيان التشجيع!! - كازوما هاشيموتو
- بيلزيباب - هيسايا ميكي
- أسد آذار - هارونوبو نيكايدو
- المعلم الأوتاكو - كاكيتاني
- هاروتشيكا - كايو هياما
- لاست إكسايل: فام ذات الأجنحة الفضية - يوهان
- سكاريد رايدر زيكس - ريكنباكر
- في قلب العالم الأزرق - غير
- هاتسوكوي مونستر - كوتا شينوهارا
- مرحبا بك في قاعة الرقص - كيوهارو هيودو
- مباحث معجزات الفاتيكان - كو جوزيف هيراغا
- معركة الأبراج - أوساغي
- هاكيو هوشين إنغي - أوتينكون
- موقع الفتيات الساحرات - كانامي أساغيري
- توكين رانبو: هانامارو: الموسم الثاني - هيزامارو
- كاتسوغيكي: توكين رانبو - هيزامارو
- ري:كرياتورز - شو هاكوا
- ميزان نيل أدميراري - أكيرا كوغامي
- الخلايا تعمل! - الخلية المتغصنة
- هانيبادو! - كينتارو تاتشيبانا
- فانتوم إن ذا توايلايت - لوك بوين
- ملائكة الموت - زاك
- أعمال الريوؤو! - أيومو كانّابي
- كاليغولا - ريتسو شيكيشيما الحقيقي
- أول آوت!! - أتسوشي ميوكي
- الحب صعب على الأوتاكو - كينسكي ميتسوي
- مغامرة جوجو الغريبة: الرياح الذهبية - غياتشو
- سيف قاتل الشياطين - غينيا شينازوغاوا
- ثأر ميليون آرثر - آرثر المليونير
- بيستارز - كاي
- بلاد الطير - إسماعيل
- برج الحاكم - كون أغيرو أغنيس
- أهيرو نو سورا - تيتسوؤو تاماياما
- هوريميا - كاكيرو سينغوكو
- فريرن: ما وراء نهاية الرحلة - هيمّيل

### أنمي الإنترنت
- كوروسينسي كويست! - كارما أكاباني
- ضعف حمضية ميليون آرثر - آرثر المليونير

### أوفا أنمي
- إير جير: الأجنحة السوداء وغابة النوم Break on the sky - إيكي مينامي

### أفلام أنمي
- سينت سيا: ليجند أوف سانكتشواري - أندروميدا شون
- إينازوما إليفن غو: مباراة أحلام البعد الخارق - ساريو إيفان/سارو
- سيكاي-ايتشي هاتسوكوي: حالة تاكافومي يوكوزاوا - شوتا كيسا
- أكاديميتي للأبطال ذا موفي: البطلين - كاتسوكي باكوغو
- أكاديميتي للأبطال ذا موفي: هيروز: رايزينغ - كاتسوكي باكوغو
- فيلم الإكسورسيست الأزرق - رين أوكومورا
- إندكس معينة خاصة بالسحر: معجزة إنديميون - أكسيليريتر
- هل من الخطأ التعرف على الفتيات في الدانجون؟: سهم أوريون - بيت لوغا

## أدواره في ألعاب الفيديو
- نير - نير المراهق
- برينس أوف سترايد - تاكيرو فوجيوارا
- أكاديميتي للأبطال: باتل فور أول - كاتسوكي باكوغو
- ماي هيرو ونز جاستيس - كاتسوكي باكوغو
- ماي هيرو ونز جاستيس 2 - كاتسوكي باكوغو
- هايكيو!! رابط! طلة القمة!! - يو نيشينويا
- هايكيو!! كروس تيم ماتش! - يو نيشينويا
- فصل الاغتيال: محاصرة كوروسينسي الكبرى!! - كارما أكاباني
- فصل الاغتيال: خطة تدريب القتلة!! - كارما أكاباني
- شوكوغيكي نو سوما: طبق الصداقة و الروابط - ريو كوروكيبا
- الإكسورسيست الأزرق: لابيرينث الأوهام - رين أوكومورا
- النجم الاسود :مسرح بلا نجوم - ميزوكي

## أدواره في الدبلجة اليابانية
- هاري بوتر والأمير الهجين - ماركوس بيلبي
- نزل بيتس - نورمان بيتس
- الطبيب الجيد - شون مورفي
- حراس القوة: القوة الغامضة - تشيب/الحارس الأصفر

## وصلات خارجية
- نوبوهيكو أوكاموتو على موقع IMDb (الإنجليزية)
- نوبوهيكو أوكاموتو على موقع ميوزك برينز (الإنجليزية)
- نوبوهيكو أوكاموتو على موقع أول ميوزيك (الإنجليزية)
- نوبوهيكو أوكاموتو على موقع ديسكوغز (الإنجليزية)
- نوبوهيكو أوكاموتو على موقع قاعدة بيانات الفيلم (الإنجليزية)
- نوبوهيكو أوكاموتو على موقع ANN person (الإنجليزية)